# Mitrídates III de Comagene
Mitrídates III Antiochus Epiphanes (en griego: Μιθριδάτης Ἀντίοχος ὀ Ἐπιφανής: Μιθριδάτης Ἀντίοχος ὀ Ἐπιφανής), (fl. siglo I a. C.) fue un príncipe que sirvió como rey del Reino de Comagene.

## Biografía
Mitridates III era el hijo y sucesor del rey Mitrídates II de Comagene y la reina Laodice. Era de ascendencia armenia y griega.
Mitrídates III, en algún momento después de 30 a. C., se había casado con su prima paterna Iotapa, una princesa de Media Atropatene, hija de Artavasdes I y de su mujer, Athenais. Iotapa dio una hija a Mitrídates III, Aka II de Comagene, un hijo llamado Antioco III y otras dos hijas también llamadas Iotapa. Una de las hijas llamadas Iotapa se casó con el rey Sampsiceramus II de Emesa, Siria y la otra Iotapa, se casó más tarde y gobernó con su hermano Antioco III.
Cuando murió su padre en 20 a. C., Mitrídates III le sucedió y reinó hasta 12 a. C., aunque se conoce muy poco sobre su vida y su reinado. Cuando murió en 12 a. C., Antioco III de Comagene se convirtió en rey.